# Monumento al Labrador y al Minero

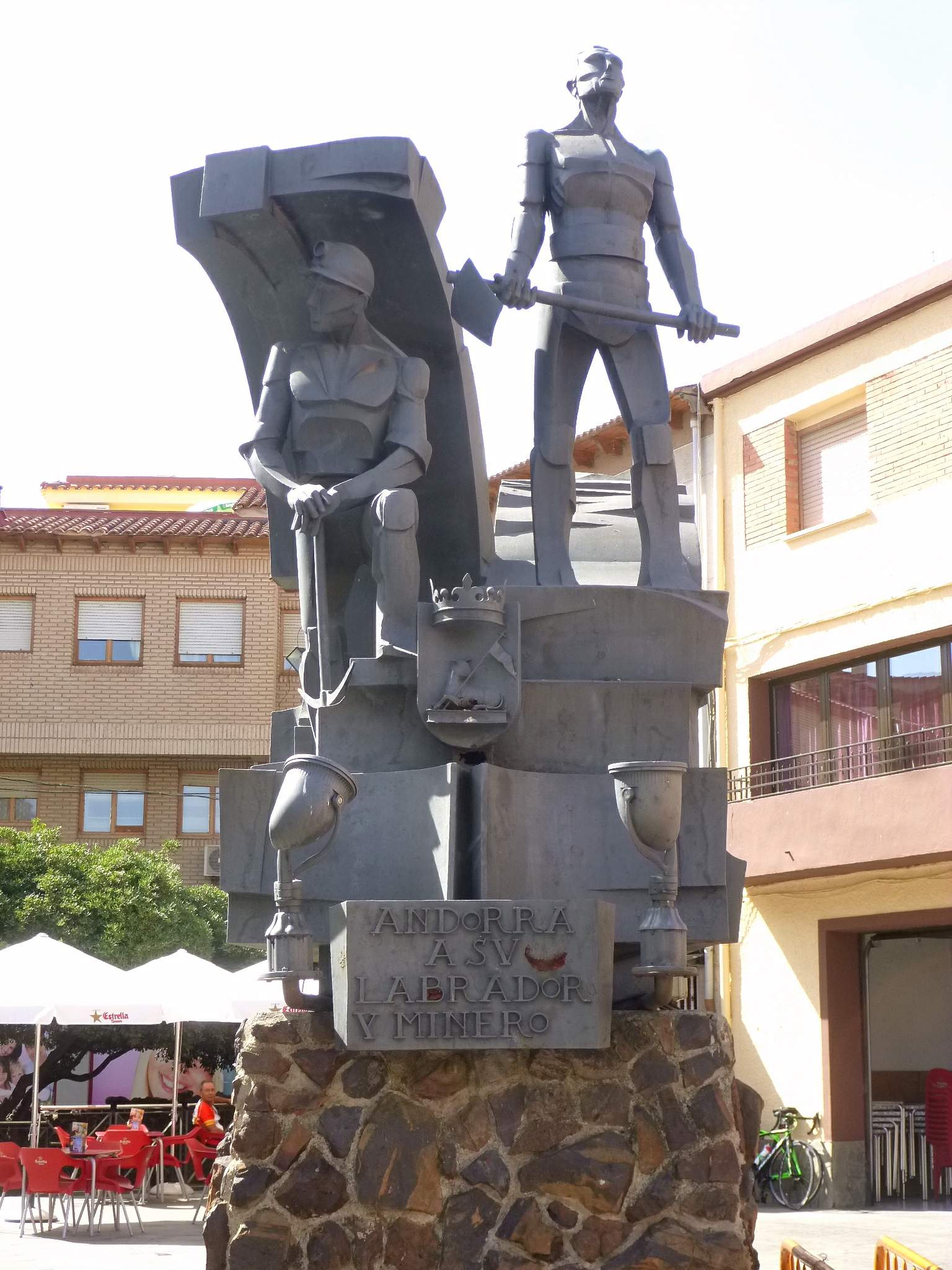

El Monumento al Labrador y al Minero es una escultura pública que se encuentra en la villa turolense de Andorra (España).
Realizada en bronce y chapa de acero por el escultor rubielano José Gonzalvo Vives, fue inaugurada el 7 de septiembre de 1981.
El monumento simboliza la historia de Andorra, vinculada a la agricultura y la minería. En el frontal reza la inscripción «Andorra / a su / labrador / y minero».
Emplazado en la céntrica plaza del Regallo, en la actualidad constituye un auténtico símbolo de la villa.
A su alrededor tiene lugar la «rompida de la hora» en Semana Santa —véase Ruta del tambor y el bombo—.
La obra se compone de dos figuras masculinas de cuerpo entero.
La primera de ellas representa a un minero, con casco y pico en sus manos, arrodillado bajo una forma curva que simboliza el interior de la mina.
La segunda encarna a un labrador que mira al frente sosteniendo una azada entre sus manos.
Las dos figuras presentan una "geometrización" de sus formas, rasgo distintivo del estilo escultórico de José Gonzalvo.